# Floresta, Pernambuco
Floresta este un oraș în Pernambuco (PE), Brazilia.